# جي بات كولينز
جي بات كولينز (بالإنجليزية: G. Pat Collins)‏ مواليد 16 ديسمبر 1895 في بروكلين، الولايات المتحدة - الوفاة 5 أغسطس 1959 في لوس أنجلوس، هو ممثل أمريكي بدأ مسيرته الفنية سنة 1922. شارك في قرابة 100 فيلما. امتدت مسيرته الفنية لأكثر من 36 عاما.

## الأعمال
- الجلبة
- كل شيء هادىء على الجبهة الغربية
- أنا طريد العدالة ومن سلسلة عصابات
- ميلودراما مانهاتن
- المدينة العارية
- بيت الأفعى

## روابط خارجية
- جي بات كولينز على موقع IMDb (الإنجليزية)
- جي بات كولينز على موقع قاعدة بيانات برودواي على الإنترنت (الإنجليزية)
- جي بات كولينز على موقع قاعدة بيانات برودواي على الإنترنت (الإنجليزية)
- جي بات كولينز على موقع قاعدة بيانات الأفلام السويدية (السويدية)
- جي بات كولينز على موقع قاعدة بيانات الفيلم (الإنجليزية)